# Kostelec nad Labem
Kostelec nad Labem là một thị trấn thuộc huyện Mělník, vùng Středočeský, Cộng hòa Séc.